# Victor Chklovski
 (juin 2022).
Si vous disposez d'ouvrages ou d'articles de référence ou si vous connaissez des sites web de qualité traitant du thème abordé ici, merci de compléter l'article en donnant les références utiles à sa vérifiabilité et en les liant à la section « Notes et références ».
Pour les articles homonymes, voir Chklovski.
Victor Borissovitch Chklovski (en russe : Виктор Борисович Шкловский), ou Viktor Shklovsky, est un théoricien de la littérature et écrivain russe, né à Saint-Pétersbourg le 12 janvier 1893 (24 janvier dans le calendrier grégorien), mort à Moscou le 6 décembre 1984. Il est le fondateur du groupe des formalistes russes de Saint-Pétersbourg OPOYAZ et auteur de plusieurs romans à caractère autobiographique. Il a également été critique de cinéma et auteur de scénarios.

## Biographie
Victor Chklovski est issu d'une famille juive d'origine russe et allemande. Étudiant en lettres à l'Université de Saint-Pétersbourg, il est notamment l'élève du linguiste Baudoin de Courtenay. Il découvre avec enthousiasme la poésie et la sculpture futuriste. Il fonde en 1914 la Société d'étude du langage poétique OPOYAZ qui jouera un rôle important dans le développement du formalisme russe. Chklovski développe en particulier le concept de défamiliarisation qui inspirera l'esthétique théâtrale de Bertolt Brecht ou l'esthétique poétique de Susan Howe. Selon cette théorie, « le procédé de l'art [...] consiste à obscurcir la forme, à augmenter la difficulté et la durée de la perception », ce qui a pour effet d'engendrer un sentiment d'étrangeté (« ostranénie »); «le caractère esthétique se révèle toujours par les mêmes signes : il est créé consciemment pour libérer la perception de l'automatisme; sa vision représente le but du créateur et elle est construite artificiellement, de manière que la perception s'arrête sur elle et arrive au maximum de sa force et de sa durée.»
En 1914, il est mobilisé, d'abord en Galicie et en Ukraine. Il revient ensuite à Pétrograd en tant qu'instructeur pour la conduite des blindés. Membre du Parti socialiste révolutionnaire, il participe à la révolution de Février 1917. Il est envoyé sur le front de l'Ouest en tant que commissaire du gouvernement provisoire, en Galicie puis en Perse.
Après la révolution d'Octobre en 1917, il s'engage dans la lutte pour le rétablissement de l'Assemblée constituante, dans la région de la Volga puis à Kiev. Après la victoire des bolcheviks, il rentre à Pétrograd et obtient un sauf-conduit grâce à l'appui de Maxime Gorki. Il publie une théorie du langage poétique. À partir de 1919, Chklovski enseigne à l'Institut des Arts de Pétrograd. Il est membre du groupe littéraire des « Frères Sérapion ». Il s'intéresse à l'évolution historique des genres littéraires (théorie de La marche du cavalier). Il épouse Lusya Kordi. Il participe un moment à la lutte contre les Russes blancs. Grièvement blessé à la suite de l'explosion accidentelle d'une bombe, il est rapatrié à Pétrograd en 1920.
Il reprend son activité de critique littéraire et fonde avec Vladimir Maïakovski une maison d'édition spécialisée dans le formalisme et le futurisme.
Après un revirement du pouvoir bolchévique, il est contraint à l'exil en 1922. Il se réfugie en Finlande puis à Berlin. Cette période est extrêmement productive pour Chklovski : il publie deux romans et plusieurs études. Toutefois, il supporte mal l'exil et profite d'une amnistie en 1923 pour rentrer en Russie. Durant cette période, son amour pour Elsa Triolet lui inspire son roman Zoo.
De retour au pays, il reprend son activité d'essayiste, avec toutefois plus de difficultés. Il rédige notamment des biographies de Léon Tolstoï, Laurence Sterne ou Vladimir Maïakovski. En 1927, il publie ses conseils aux jeunes écrivains sous le titre Technique du métier d'écrivain. Chklovski commence en outre à écrire pour et sur le cinéma. Il effectue également des traductions. En 1926 paraît son troisième roman autobiographique La Troisième Fabrique.
La période de relative liberté de la NEP prend fin brutalement en 1930. Chklovski est contraint de publier un article de rétractation (Monument d'une erreur scientifique, 1930). En 1932, il effectue un voyage sur le grand chantier de construction communiste, le canal de la mer Blanche. Avec environ vingt-cinq autres écrivains il sera enrôlé dans l'écriture d'un livre de propagande de cet ouvrage réalisé par des prisonniers du Goulag et promouvoir à la même occasion le système de rééducation des ennemis du régime par le travail forcé (Le canal Staline, histoire de la construction de la voie d’eau Baltique-mer Blanche). Plus tard, en 1937, tous les exemplaires de ce livre sont retirés de la vente et les principaux protagonistes exterminés lors des grandes purges, parmi eux Semion Firine (1898-1937), le directeur du chantier en question. Le nom de Chklovski ne sera pas mentionné lors des persécutions. Il ne pourra toutefois pratiquement plus rien publier jusqu'à la mort de Staline, et se consacrera plus largement au cinéma. En 1944, il perd son fils des suites de la guerre. Après la mort de Staline, Chklovski peut à nouveau publier plus librement : des essais sur Dostoïevski (1957), Tolstoï (1963), et un nouveau roman autobiographique, Il était une fois, en 1964.
Mort en 1984 à Moscou Chklovski est enterré au cimetière de Kountsevo. Ses contemporains l'ont décrit comme un homme d'humour, brillant et volubile. Son épouse est décédée en 1983.

## Œuvres

### Essais et biographies
- Résurrection du mot (Воскрешение слова), 1913, (trad. française présentée par Andréi Nakov, éditions Gérard Lebovici, 1985)
- Potebnia, 1916
- L'Art comme procédé, 1917, (trad. française par Régis Gayraud, éditions Allia, 2008)
- La Marche du cheval, 1923, (trad. française éditions Champ Libre, 1973)
- Sur la théorie de la prose, 1925, 1929, (trad. française par Guy Verret, éditions L'Âge d'Homme, 1973)
- Technique du métier d'écrivain, 1927, (trad. française par Paul Lequesne, L'Esprit des Péninsules, 1997 ; nouvelle édition à L'Arbre Vengeur en 2020)
- Tolstoï, 1928, (trad. française par Andrée Robel, deux tomes, Gallimard, 1969)
- Le Livre noir, participation avec 39 autres écrivains à ce recueil de textes et de témoignages réunis par Ilya Ehrenbourg et Vassili Grossman
- Capitaine Fédotov, 1936, (trad. française par Elsa Triolet, Gallimard, 1968)
- Maïakovski, 1940
- Le décompte de Hambourg, 1959
- La corde de l'arc, 1970
- L'énergie de l'erreur (Энергия заблуждения), 1981

### Romans
- Voyage sentimental, 1923, (trad. française par Vladimir Pozner, Kra, 1926, Gallimard, 1963)
- Zoo, lettres qui ne parlent pas d'amour ou la Troisième Héloïse, 1923 (trad. française par Vladimir Pozner, Gallimard, 1963 ; trad. française par Paul Lequesne, L'Esprit des Péninsules, 1998)
- La Troisième Fabrique, 1926, (trad. française par Valérie Posener et Paul Lequesne, L'Esprit des Péninsules, 1998)
- Gaz moutarde. Roman d'aventures (1929), en collaboration avec Vsevolod Ivanov, trad. du russe par Marion Thévenot, Paris, Le Temps des Cerises, 2013  (ISBN 978-2841099832)
- Il était une fois, 1964, (trad. française par Macha Zonina et Jean-Christophe Bailly, Christian Bourgois, 2005)

### Scénarios de film
- 1926 : Le Traître (Предатель), film réalisé par Abram Room
- 1926 : La Baie de la mort, film réalisé par Abram Room
- 1927 : Trois dans un sous-sol, film réalisé par Abram Room
- 1928 : La Maison de la place Troubnaia (en collaboration), film réalisé par Boris Barnet
- 1929 : Turksib, film réalisé par Victor Tourine
- 1932 : La Maison morte, film réalisé par Vassili Fiodorov, d'après Souvenirs de la maison des morts de Dostoïevski
- 1932 : Horizon, film réalisé par Lev Koulechov
- 1939 : Minin et Pozharsky, film réalisé par Vsevolod Poudovkine
- 1955 : Ovod, film réalisé par Alexandre Fajntsimmer
- 1961 : Les Cosaques, film réalisé par Vassili Pronine, présenté au Festival de Cannes 1961
- 1963 : Tri tolstyaka, film réalisé par Valentina et Zinaida Brumberg, d'après Iouri Olecha
- 1965 : Skazka o zolotom petushke, film réalisé par Aleksandra Snezhko-Blotskaya, d'après Pouchkine
- 1970 : La Ballade de Bering et ses amis, (en collaboration), film réalisé par Youri Chviryov